# 새스커툰 존 G. 디펜베이커 국제공항
새스커툰 존 G. 디펜베이커 국제공항(Saskatoon John G. Diefenbaker International Airport, IATA: YXE, ICAO: CYXE)은 다운타운 새스커툰에서 북서쪽으로 3해리(5.6킬로미터) 지점에 위치한 국제공항이다. 이 공항의 이름은 캐나다의 제13대 수상 존 디펜베이커의 이름에서 비롯되었다.
이 공항은 내브 캐나다에 의해 통관항으로 분류되어 있다.
2019년, 이 공항을 이용한 승객 수는 총 1,490,000명으로, 전년 대비 1.9% 감소하였다.